# Rrok Kolaj
Rrok Kolaj (nevének ejtése rɔk kɔlaj; Prekal, 1897 – Tirana, 1950. június 14.) albán jogász, politikus. 1943–1944 folyamán két-két ízben volt Albánia igazságügy- és oktatásügyi minisztere.

## Életútja
Az észak-albániai Szkutari (ma Shkodra) közelében, a postribai körzet egyik kis falujában született 1897-ben. 1904-től 1912-ig Szkutari ferences rendi iskolájának tanulója volt, majd Bécs és Horn gimnáziumaiban tanult tovább. Az 1919–1920-as tanévben a Bécsi Egyetem jogi karán kezdte meg felsőfokú tanulmányait, majd átiratkozott a Grazi Egyetemre, ahol 1924. április 3-án vette át jogi diplomáját.
Hazatérését követően a korçai törvényszékre nevezték ki, majd 1925-től 1932-ig a tiranai semmítőszéken dolgozott segédbíróként, 1932-től 1943-ig pedig tanácsvezető bíróként. Rexhep Mitrovica kormányában 1943. november 5-e és 1944. június 16-a között az igazságügyi tárcát vezette, ezzel párhuzamosan 1944. február 7-éig ügyvivőként ő irányította az oktatásügyi minisztériumot is. Néhány hónappal később, az 1944. szeptember 6-án kormányt alakító Ibrahim Biçakçiu szintén Kolajt kérte fel az igazságügyi miniszteri, valamint az ügyvivői oktatásügyi miniszteri posztokra. Mindkét poszton a kormány 1944. október 25-ei feloszlásáig maradt.
A második világháború után, 1945-ben az ország kommunista hatóságai letartóztatták, az ügyét tárgyaló különbíróság pedig tizenöt évi szabadságvesztésre ítélte. A börtönben elkapta a tuberkulózist, megromlott egészségügyi állapotára tekintettel 1950 januárjában szabadlábra helyezték. Szabadulását csak néhány hónappal élte túl, 1950. június 14-én, ötvenhárom éves korában Tiranában elhunyt.